# ヌンチャク
ヌンチャク（英: nunchaku）は、沖縄の琉球古武術の武器の一種である。ブルース・リーのカンフー映画によって世界的に広く知られるようになった。

## 概要

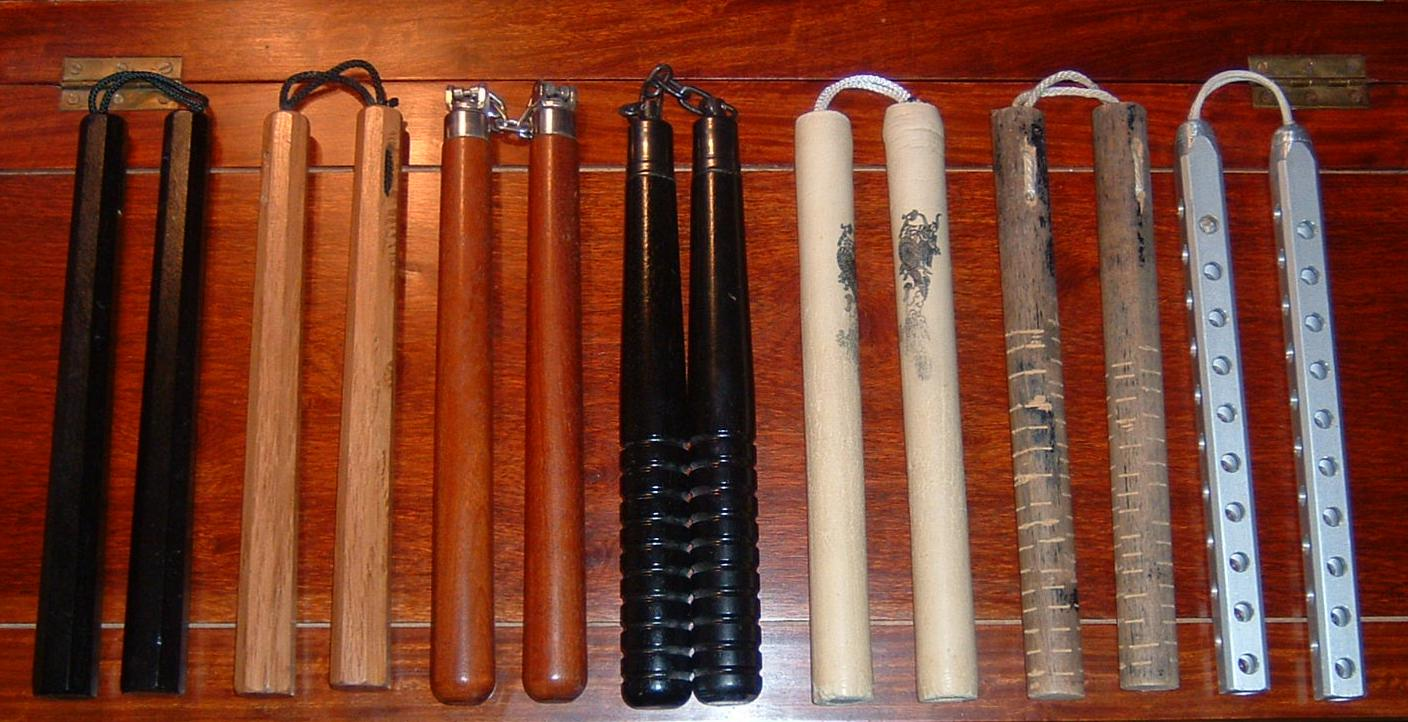
様々なヌンチャク

形状は2本の同じ長さの棒を紐や鎖で連結したもので、本来定寸はないが一般的には棒の長さ250 - 450 mm程度、太さは24 mm - 36 mm程度、連結する紐や鎖の長さは100 - 180 mm前後で全長は700 - 1000 mm程度のものが多い。フリースタイルの振り方はロープを手首に掛けて棍を回転させる技が多いのでロープの長さが130 - 150 mmのロングロープヌンチャクを棍頭を握って振る。これに対してショートロープヌンチャクは棍が長めで振り方は根底を握ってX字振りなど豪快な大振りを行う武道ヌンチャクに用いられている。ロープが短いので棍が乱れず安全性がある。振り回して相手を殴打したり、短棒として片手あるいは両手持ちで「受け」「打ち」や「突き」に用いられ、連結部分で相手の腕や棒を絡め取って関節を極めたり投げたり、締める技もある。

## 起源
ヌンチャクは沖縄古武術の武器として知られるが、起源には諸説がある。沖縄では馬具「ムーゲー」からの発生説が一般にはよく知られているが、他にも麦や稲の脱穀用具「車棒（くるまんぼう）」からの発生説などもある。ただし、沖縄でも本部御殿手のようにヌウチクと発音する流派もあるが、台湾語起源なのか、沖縄での訛りなのかは不明である。両節棍（台湾語の発音は nn̄g chat kùn、ヌンチャックン）。フィリピンではタバクトヨク。中国語では双節棍、双截棍とも表記される。
フィリピン武術の「カリ・エスクリマ」でも使われている。フィリピン武術の歴史は古く1300年代後半には既に存在していたと言う記録も残っている。16世紀にフィリピンはスペインの侵略で植民地となり、禁武政策がとられたため、民衆はカリを儀式の踊りに組み込んで伝承させたという説もある。しかし、現在のカリ、エスクリマ、アーニスなどと呼ばれるフィリピン武術は、南部のミンダナオ島やスールー諸島のイスラム系民族（非常に戦闘力の高い勇猛な海賊でもあった）に対抗させるため、スペイン武術のエスパダ・イ・ダガ（短剣と刀の二刀を操る剣術）などを教えたのが基礎になったことがわかっている。もちろん、それ以前にも土着の武術はあったし、貿易で訪れたり住み着いた明（中国）や日本の武術も流入していたはずである。カリではヌンチャクのことを「タバク・トヨク（英：Tabak-Toyok）」 と言い、他のカリの棒術と同じくグルグル振り回しながら操る。中国の梢子棍はフレイルと同様に長い棒の先に短い棒をつないだ形状で、そこから派生したという説もあるが、確証はない。梢子棍と同じ構造の脱穀用農具の殻竿（沖縄では車ん棒）を武器にした例は江戸後期の日本にもあったが、そもそも東南アジアや鹿児島などには大きさは異なるものの、紐の短いヌンチャクと同じ形をした穀物の脱穀具も存在した。

## 歴史

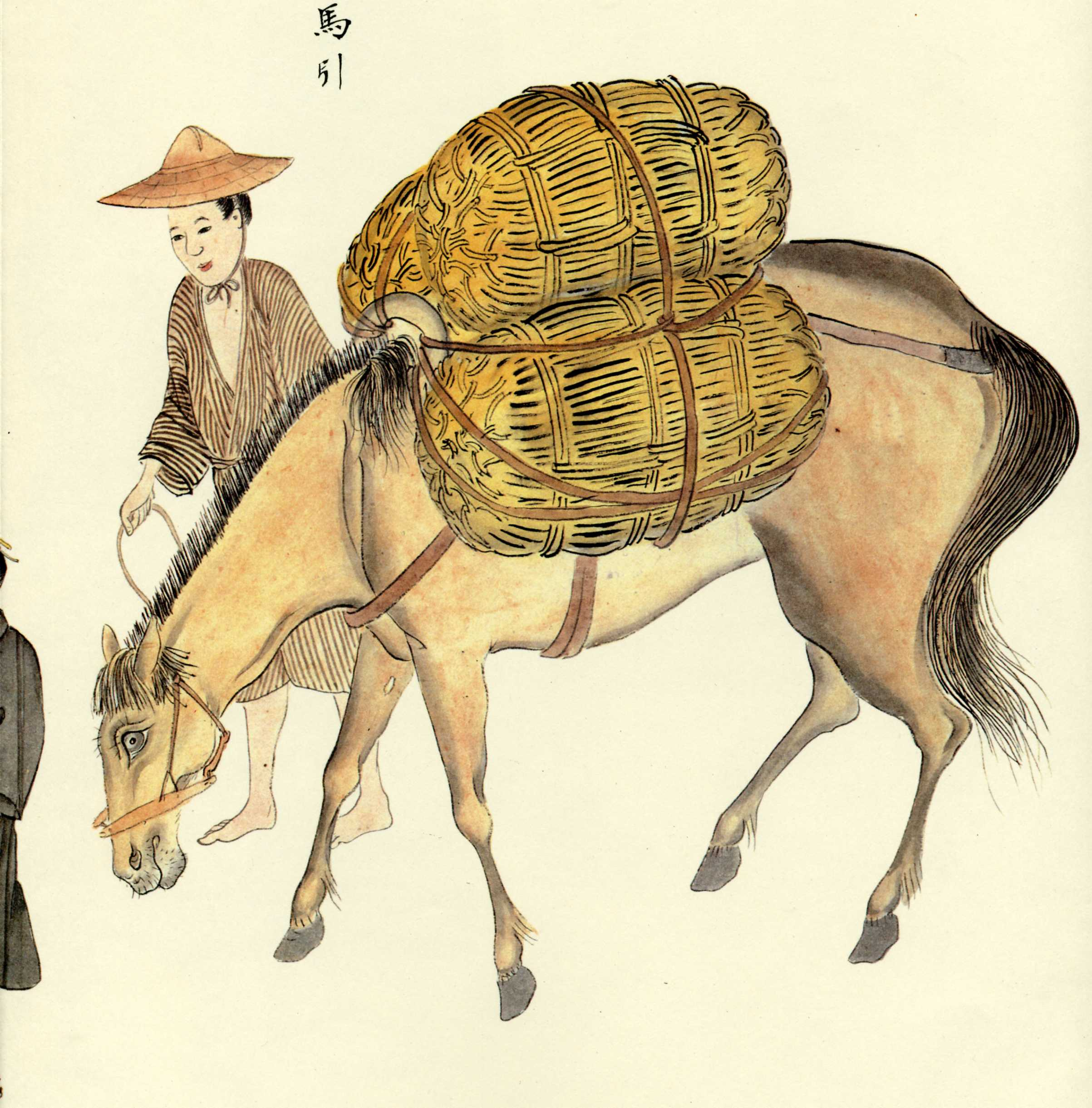
ムーゲーを装着した琉球馬

沖縄古武術に伝わるムーゲー起源説では、琉球王国時代、御殿、殿内といった貴族、またある程度以上の上級士族は、乗馬用に馬を飼育しており、日常的に馬術の稽古も怠らなかった。こうした上流階級の貴士族は、不意の襲撃などに備えて隠し武器（いわゆる暗器）を携帯したり、また、簪（ジーファー）など身近にある道具を隠し武器として利用するように心がけていた。
ムーゲーとは、木製の轡（くつわ）の一種で、普段は馬の顔に装着されているが、不意の襲撃に遭った時などには、これを外して武器として活用できるように工夫していたという説がある。これがヌンチャクの起源であるという。例えば、本部御殿の本部朝勇なども、こうしたムーゲーヌンチャクの作り方を心得ていたという説もある。
沖縄の昔のヌンチャクは長さ7寸5分（約23 cm）から長くて10寸（30 cm）までで、一般に小型であった。それゆえ、着物の袂（たもと）に忍ばせたり、腰帯の間に隠したりして、隠し武器として携帯することが容易であった。また、木製のヌンチャク以外にも、手ぬぐいを湿らせて即席の武器として利用したり、あるいはタオルの端に小石を包んで縫い付けておけば、立派なヌンチャクの代用品の役割を果たすことができた。それゆえ、ヌンチャクは庶民の護身武器ではなく、馬を飼育し、日常的に乗馬の習慣のあった貴士族の隠し武器として考案されたものであったという説をとなえる人もいるが、根拠はない。1945年（S20）荒川武仙が国際剛柔流空手道連盟三代目会長泉川寛喜先生から「沖縄には拍子木のような武器がある」ということを聞き、いろいろ工夫してヌンチャクを自作し、杉並区の倫武館（旧名 泉武館、仙武館）で宗幹流双幹棍道を普及したのが沖縄以外では最初のヌンチャクの流派だったと思われる。そのヌンチャクは長さ45 cmで棍間が3 cmと短く安定した振り方ができるが現在は見かけることは少ない。
また、現存する1970年以前の中国の双節棍は沖縄やフィリピンのものと比べてかなり大型であり、それらが一般的であったとすれば東南アジア貿易の船上や琉球で携帯武器として小型化した可能性はある。

## 材質

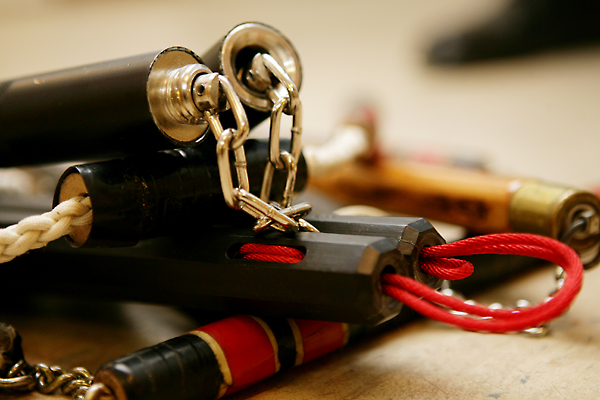
ヌンチャクの紐部の写真

### 棒部
棒部には、かつては樫や椎、スヌケ（イスの木の心材）などの堅木が用いられた。今日では、高級品はイスの木や黒檀、タガヤサン、ビワなど。普通は白樫や赤樫、普及品はアラカシやシイ、その他の木製。フィリピン武術では籐（ラタン）製も多い。また玩具向けや練習用にプラスチックやラバーなどの素材も用いられている。ほかにも、武術ではないジャグリングのフリースタイル・ヌンチャクなどではグラファイトやLED内蔵のアクリル製なども素材として使用されている。塩ビパイプ、その他のプラスチックや金属パイプの中に短い木材を差し込み、そこに穴をあけて紐を通すと容易に棍を連結できる。

### 紐部
紐には、かつてはアダンの木根、シュロ、馬の尾、人間の頭髪などが用いられたという説もある。今日では、綿やナイロンなどのロープ、鎖（チェーン）などもポピュラーである。鎖と棒の接合部分にボールベアリングをはめ込んだタイプもある。強靱さや操作性からはアラミド繊維などを芯にした登山用の細いロープが最適で、チェーン式は動きが遅い。従来のヌンチャクは細い紐またはロープを2 - 4本束ねて連結している。パイプの棍に木材を差し込み、そこに穴をあけてロープ１本で連結することもできるが、接着をよほど工夫しないと強度に不安が残る。

## 技法
ヌンチャクの技法は、世界的な普及もあって、現在では世界各国で様々な技法が生み出されている。以下に紹介するのは、基本的に沖縄の伝統的な技法である。

### 技法の基本
棒の基底部を握り、振り回すことで遠心力を発生させ、これを打撃に利用するものである。打撃以外にも、棒部による防御などの技法もある。1970年代半ばに香港で出版された李小龍（ブルース・リー）双節棍の技法書（小冊子）には、双手警天、流星観月、左右逢原、喧賓奪主、鳥倦知環、毒蛇吐信、翻山越嶺、雪花蓋頂、先斬後奏、蘇秦背剣、威振八方、二丁のヌンチャクを使う双龍出海、大鳳展翅、狂龍乱舞などの技名とイラストがあったが、どれも太極拳などの技名や陶淵明、周易などの古語から取ったような名前で、いつからあったものか不明である。沖縄では一般にヌンチャク一丁による操作を基本とするが、二丁一対を基本とする流派（本部御殿手）もある。また、振り方にも各流派によって特徴がある。ほかにヌンチャクの材質、重量、長さによっても要求される技法は違ってくる。いまでも馬の尾を紐部に使用する流派（渡山流）では、尾の弾力を利用して弾くように振ったりもする。むくの樫の木等で作られた普通のヌンチャクでは、振り回しても映画の中のような音は出ないが、宗幹流のヌンチャクには先端に空けた小穴に金属パイプを装着して笛のような風切り音を出す(破魔矢の原理で発音する)工夫もあった。これと『風の谷のナウシカ』に登場する蠱笛（むしぶえ）をヒントに1983年和光大学の関根秀樹（照林流）が考案したサウンドオブジェ「ぴよぴよヌンチャク」は、プラスチックパイプ製のヌンチャクに4 - 6つの音孔が開いており、振り回すと笛のような和音がいくつも出る。沖縄での従来のヌンチャクはシイや樫などの堅木で作られ、長さ約30 - 36 cm前後、棍間の紐の長さは拳一個分から15 cm程度のものが多かった。宗幹流のヌンチャクは棒が長く紐が短く、フィリピンのものやブルース・リーの影響で作られたものは紐が長い。現在はラバーヌンチャクなど柔らかい素材で作られたものもある。ジャグリングの一種であるフリースタイルヌンチャクでは、武術的な防御や打撃の技法は失われ、過剰な回転数と、連結する紐やチェーンを手首に巻いて回転させるリストスピン（リストロール）等の派手な技法が繁用されている。フリースタイルは外国で発生したニュースポーツである。これには親指側から回すフロントハンドと小指側から回すバックハンドの回し型がある。リストスピンは逆手握りで行うことが多いが順手握りで行うこともできる。順手の手法は難しくノーマルターンのリストスピンとフィンガースピンが可能である。リバースターンは親指にロープをかけて回す指回し（フィンガースピン）になる。これらのフリースタイルは棍頭を握って回転させる技で難度が高いが華やかでヌンチャクといえばフリースタイルだと思っている人が多くなっている。荒川武仙の宗幹流派の振り方は棍の端（棍底、棍尾）を握る長棍（ロンググリップ）でゴルフや野球のスウィングのように豪快な一回振りである。

### 武術として
元来が隠し武器という性格上、かつては人前で演武したりして、武器の存在そのものを広くアピールするということはなかった。例えば、尚泰王の冊封の際に開催された演武会の目録には、棒や釵（鉄尺）の演武の記録はあるが、ヌンチャクが演武された記録はない（『島袋全発著作集』）。ヌンチャクが一般に紹介されるようになったのは、主に戦後である。それゆえ、棒や釵などと違って、昔から広く知られた伝統的なヌンチャクの型というものは存在しなかった。しかし、近年では稽古用に、また演武会用に演出を強く意識した型などが、各流派、団体によって創られている。

### 競技として
武術という枠を出て、「美しく表演するスポーツ」「健康に良い運動」といった観点での活動も見られ、型にとらわれないフリースタイルというジャンルが個人スポーツとして欧米を中心に広まっている。フリースタイルは従来のクラシックスタイルの振り方には見られなかった振り方が加えられている。古流空手、近代武道、中国武術、エクストリームマーシャルアーツ（楽曲などを伴う演武が中心の武道風アクションパフォーマンス）、ジャグリングなどの幅広い技術展開がなされている。

## 類似の武器
中国武術ではヌンチャクより長大な三節棍の方が有名で表演にもよく使われる。ブルース・リー以前の中国武術ではあまりポピュラーでなかった双節棍（両節棍、二節棍）は、棍の長さも連結部の鎖の環も大きく重いものが多かった。沖縄武術の武具には、めったに見ないが各部位の長さが短い四節棍も存在している。

## その他
- 日本では携帯すると軽犯罪法に触れる恐れがあり、海外でも単独所持を法律で禁じている国（カナダなど）もある。
- ロッククライミングに使う、2つのカラビナを短いザイルで結んだ用具（クイックドロー）をその形状から「ヌンチャク」とも呼ぶ。
- 1971年9月25日に発生した第1次坂下門乱入事件では、沖縄出身の犯人がヌンチャクを武器にして坂下門から皇居内（宮内庁庁舎）に乱入、確保した際に警官が負傷した。新聞では「琉球の武器を使う」と表現されている[4]。